# Nashville Superspeedway
Nashville Superspeedway é um autódromo oval, localizado na cidade de Gladeville, Tennessee, Estados Unidos. O circuito recebeu as provas da Indy Racing League de 2001 até 2008, NASCAR até 2011, entre outras competições.
A pista é um circuito oval de 2.145 km (1.333 milhas).